# Pierce-Arrow
Pierce-Arrow was een Amerikaans automerk van 1901 tot 1938. Pierce-Arrow was vooral bekend met peperdure luxewagens maar maakte daarnaast ook vrachtwagens, brandweervoertuigen, kampeerauto's, motorfietsen en fietsen. Rond 1920 werd Pierce-Arrow samen met de andere luxemerken Packard en Peerless tot The 3 P's of American Motordom gerekend.

## Geschiedenis

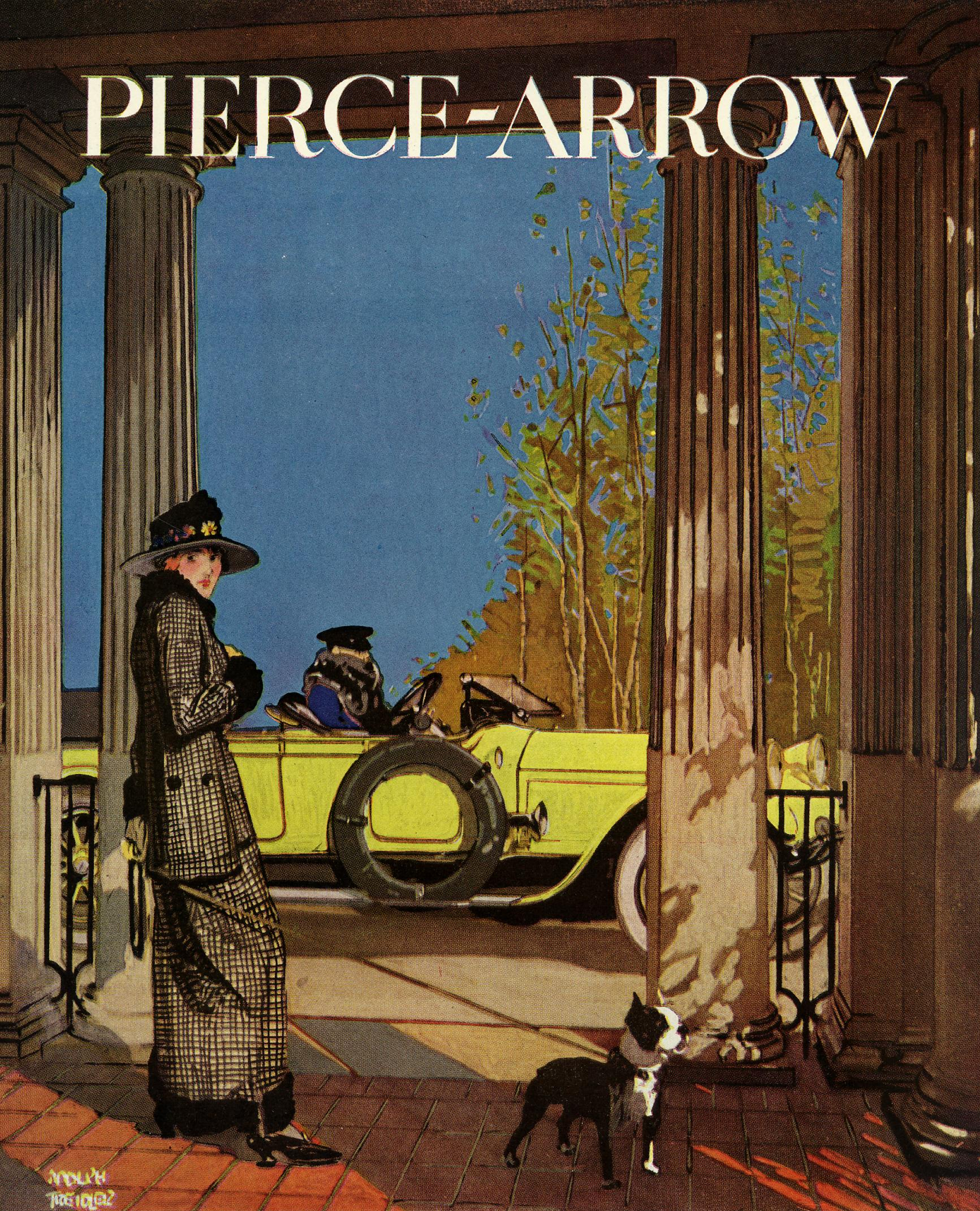
Pierce-Arrow advertentie uit 1919.

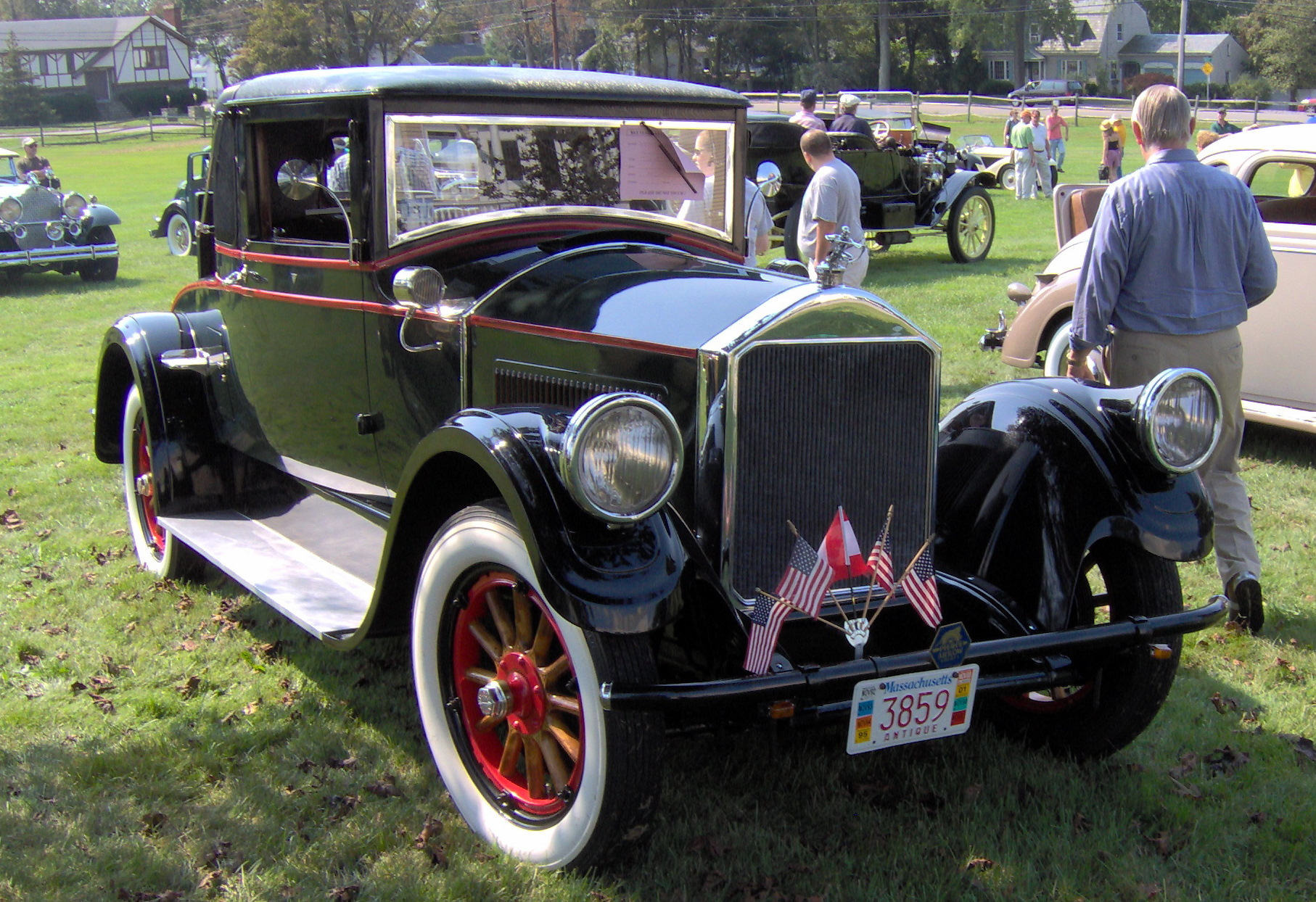
Pierce-Arrow uit 1922.

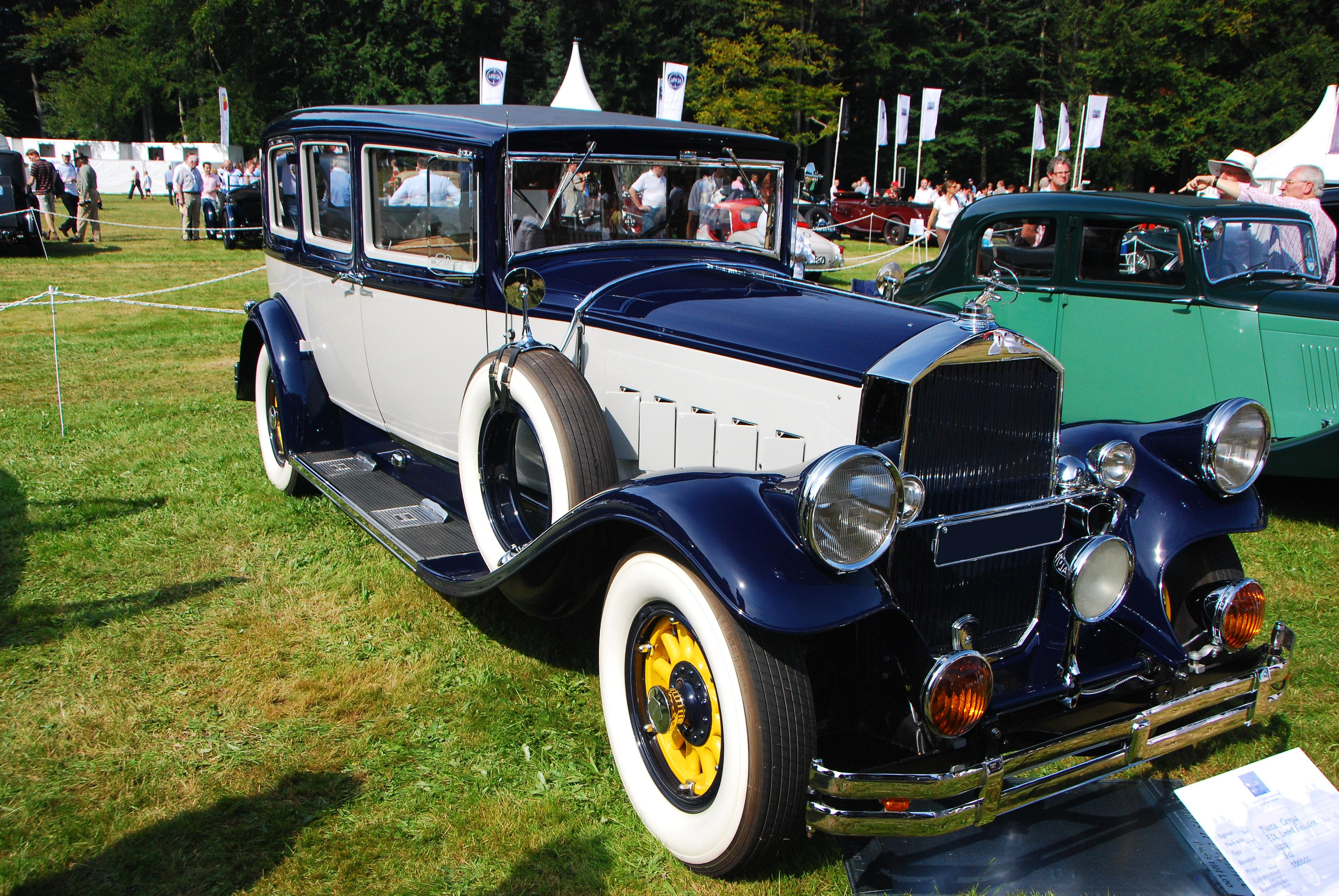
Pierce-Arrow uit 1929.

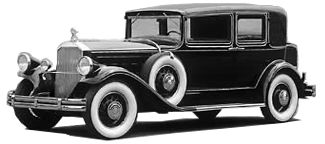
Pierce-Arrow uit 1932.

### Voorgeschiedenis
De voorloper van Pierce-Arrow werd in 1865 opgericht en heette Heinz, Pierce and Munschauer. Dat bedrijf maakte consumentenproducten en was bekend om haar vergulde vogelkooien. In 1872 kocht medeoprichter George Pierce zijn twee partners uit. Hij veranderde de naam daarop in George N. Pierce Company. In 1896 begon het bedrijf ook fietsen te maken. In 1900 probeerde Pierce ook een stoomwagen te bouwen met een licentie van Overman, maar die plannen mislukten. Doch bouwde Pierce in 1901 een eerste auto, de Moterette, met een eencilinder onder licentie van De Dion-Bouton die 3 pk produceerde. De tweecilinder versie hiervan kreeg in 1903 de naam Arrow. Deze was al 15 pk sterk. In 1904 werd de motor vervangen door een van eigen makelij.

### Het begin
Het model met eigen motor werd Great Arrow gedoopt en had een viercilinder die 24-28 pk produceerde. De auto kostte $4000 en maakte Pierce tot een van de duurste merken op de Amerikaanse markt. De Great Arrow was een betrouwbare luxe-auto wat werd bewezen in uithoudingswedstrijden. Daardoor kreeg het model succes waardoor het bedrijf begon te groeien. Reeds in 1906 werd een tweede fabriek geopend.
In 1908 werd de George N. Pierce Company hernoemd tot de Pierce-Arrow Motor Car Company. De familie Pierce verkocht haar belang in het bedrijf en was daarna niet langer betrokken. Datzelfde jaar werd ook de Great Arrow stopgezet. In 1909 bestelde toenmalig Amerikaans president William Howard Taft twee Pierce-Arrows voor officieel staatsgebruik. Het waren de eerste officiële auto's van het Witte Huis.

### Groei
Pierce-Arrow bleef verder groeien in grootte, luxe en prestige. In 1910 waren er drie modellen, Model 36, Model 48 en Model 66. Pierce-Arrow Model 36 had een 6-cilinder van 36 pk en varieerde in prijs van $3850 tot $7200. Pierce-Arrow Model 66 had een grotere zescilinder die 60 pk sterk was. De prijs van dit model lag tussen $6500 en $8000. In die periode werden ook even Pierce-Arrow motorfietsen geproduceerd.
Vanaf 1913 werden elektrische koplampen standaard op Pierce-Arrows. In 1914 verscheen een van de meest opvallende stijlkenmerken: de koplampen werden van hun traditionele plaats naast de radiator naar een behuizing aan de uiterste zijkant van de wielkasten verplaatst. De auto's kregen hierdoor een breder voorkomen en het stijlkenmerk bleef behouden tot het einde in 1938. Nog in 1914 steeg de motorinhoud van de Model 66 tot 13,5 liter en was de Model 48 (48 pk) verkrijgbaar met een zelfstarter op ethyn (Model 48D). Tijdens de Eerste Wereldoorlog bouwde Pierce-Arrow militaire voertuigen, waaronder de Liberty Truck.

### Na de Eerste Wereldoorlog
Na Wereldoorlog I ging Pierce-Arrow terug over op de productie van personenauto's. De modellen 38 en 60 werden stopgezet. Model 48 bleef over en Model Five werd geïntroduceerd. In de jaren 1920 werden de auto's, die tot dan linkshandig waren, rechtshandig. Eind 1920 werd de Series 32 gelanceerd. In 1921 werd het model verbeterd tot Series 33. Het model was uitgerust met een 6-cilinder van 85 pk. Tot 1926 werden zo'n 7000 stuks gebouwd die tussen de $5250 en $8000 kostten. In 1924 werd de goedkopere Series 80 geïntroduceerd die met succes de verkopen optrok. In 1928 werd het model verbeterd tot Series 81. De Series 80 kende nog meer succes dan de al succesvolle Series 33.
In 1925 ontwikkelde Pierce-Arrow samen met de Aluminum Company of America een prototype dat bijna volledig uit aluminium gemaakt was. Het was een test voor een lichtgewicht-auto en hij werd op autosalons tentoongesteld. Uiteindelijk kwam er weinig uit voort.

### De overname
Intussen had Pierce-Arrow de innovatie in haar modellen te veel laten liggen. Terwijl concurrenten al V12- en V16-motoren inbouwden gebruikte het merk nog steeds een zescilinder. Voor modeljaar 1928 had het merk financiële hulp nodig om te overleven en die kwam van Studebaker. Met het nieuwe kapitaal kon Pierce-Arrow voor 1929 een nieuwe modellenlijn lanceren met een nieuwe acht-in-lijnmotor. Daarop volgde Pierce-Arrows hoogtepunt met een recordverkoop van bijna 10.000 stuks. Door de aankoop van $5,7 miljoen werd Studebaker de op drie na grootste autobouwer van de VS, na General Motors, Ford en Chrysler.
Studebaker van haar kant wilde met de koop de luxemarkt binnendringen. Ook wilde Studebaker de overcapaciteit van Pierce-Arrow gebruiken om vrachtwagens te bouwen. Daartoe werd de SPA Truck Company opgericht, wat stond voor Studebaker-Pierce-Arrow. De productie van die vrachtwagens begon in 1929. Pierce-Arrow bleef echter vrijwel autonoom over haar eigen producten.

### De Grote Depressie
De Beurskrach van 1929 en de daaropvolgende Grote Depressie in de jaren 1930 zorgden voor moeilijke jaren in de autosector. Vooral luxemerken waaronder Pierce-Arrow werden in die periode zwaar getroffen. In 1930 vielen de verkoopcijfers terug tot 6795 stuks en in 1931 verder tot 4522. In 1932 faceliftte Pierce-Arrow haar Model 8 met onder andere een V12-motor. Ook werd de radicale Silver Arrow geïntroduceerd. De gestroomlijnde Silver Arrow had een zilverkleurige lak, dubbele koplampen en kostte $10.000, een enorm bedrag in die tijd. De auto werd goed ontvangen op het autosalon maar de slechte economische toestand zorgde ervoor dat er niet meer dan vijf van gebouwd werden.

### Het einde
Tegen 1933 begon de Grote Depressie zodanig te wegen dat Studebaker zich gedwongen zag Pierce-Arrow te verkopen. De kopers waren een groep investeerders die genoeg kapitaal verschaften om verbeterde modellen uit te brengen in 1935 en 1937. Het bedrijf werd omgevormd van de Pierce-Arrow Motor Car Company tot de Pierce-Arrow Motor Corporation. De afdeling Pierce-Arrow Sales Corporation, dat de verkooppunten bezat, werd verkocht en het merk werd voortaan verkocht via onafhankelijke dealers.
In navolging van concurrent Packard bracht Pierce-Arrow een goedkoper model uit, de Pierce-Arrow Model 21. Het was echter al te laat en in 1938 werd de productie stilgelegd. Op 13 mei dat jaar ging het bedrijf onder de hamer.

### Vrachtwagens
Pierce-Arrow bouwde naast auto's ook vrachtwagens. De eerste werd geïntroduceerd in januari 1911. De vijftonner had een viercilinder met drieversnellingsbak en kostte $4500. Deze X-1 werd in 1913 aangevuld met een tweetonner, de X-2, en in 1915 vervangen door de R-5. De kwaliteit van deze vrachtwagens werd opgemerkt door de geallieerden van de Eerste Wereldoorlog. Tegen het einde van die oorlog werden meer dan 14.000 stuks geleverd aan Frankrijk en Groot-Brittannië.
In 1923 werd de vrachtwagenlijn voor het eerst grondig herzien. Er waren nu zes modellen van 2,5 tot 7,5 ton. Allen hadden een viercilinder en het duurste model kostte $5400. Een jaar later werd Model Z gelanceerd. Die gebruikte de zescilinder uit de Model 33-passagiersauto.
Eind 1930 werd na een jaar lang geen vrachtwagens te hebben geproduceerd een nieuwe lijn geïntroduceerd. De vier nieuwe modellen gingen van 2 tot 8 ton en hadden elk een eigen zescilindermotor. In 1932 werd de productie van vrachtwagens stilgelegd. Eigenaar Studebaker bracht de vrachtwagenproductie onder bij vrachtwagenmerk White Motor Company. White bouwde wel nog tot 1935 vrachtwagenmodellen met Pierce-Arrow als merknaam. In dat jaar probeerde Pierce-Arrow het nog wel met kleine bussen van 9 en 15 passagiers.

## Modellen
De modellen van Pierce-Arrow. Deze lijst is mogelijk niet volledig.

### Auto's
- 1901–1903: Pierce Motorette
- 1903–1905: Pierce Stanhope
- 1903–?:000 Pierce-Arrow 15 HP
- 1905–?:000 Pierce-Arrow Model 28
- 1905–?:000 Pierce-Arrow Model 24
- 1905–1909: Pierce-Arrow Model 40
- 1907–?:000 Pierce-Arrow Model 65
- 1923–1925: Pierce-Arrow Model 33
- 1910–1912: Pierce-Arrow Model 36
- 1910–1919: Pierce-Arrow Model 48
- 1910–?:000 Pierce-Arrow Model 66
- 1913–1919: Pierce-Arrow Model 38
- 1915–1925: Pierce-Arrow 38 HP
- 1919–?:000 Pierce-Arrow Model 51
- 1919–?:000 Pierce-Arrow Model 31
- 1920–1921: Pierce-Arrow Series 32

- 1921–1926: Pierce-Arrow Series 33
- 1927–1928: Pierce-Arrow Series 36
- 1924–1928: Pierce-Arrow Series 80
- 1928–?:000 Pierce-Arrow Series 81
- 1929–1932: Pierce-Arrow Model 126
- 1930–1932: Pierce-Arrow Model 8
- 1932–1938: Pierce-Arrow Model 12
- 1932–?:000 Pierce-Arrow Model 52
- 1932–?:000 Pierce-Arrow Model 53
- 1932–?:000 Pierce-Arrow Model 54
- 1933–1938: Pierce-Arrow Silver Arrow
- 1934–1935: Pierce-Arrow Model 840
- 1934–1938: Pierce-Arrow Model 1236
- 1934–1938: Pierce-Arrow Model 1240
- 1934–1938: Pierce-Arrow Model 1248
- 1934–?:000 Pierce-Arrow Model 836

### Vrachtwagens
- 1911–1915: Pierce-Arrow X-1
- 1913–?:000 Pierce-Arrow X-2
- 1915–?:000 Pierce-Arrow R-5
- 1923–?:000 Pierce-Arrow R-F
- 1924–?:000 Pierce-Arrow Model Z
- 1928–1929: Pierce-Arrow Model FA
- 1930–1932: Pierce-Arrow Model PT
- 1930–1932: Pierce-Arrow Model PZ

## Productiecijfers
Enkele jaarproductiecijfers van Pierce-Arrow:
- 1930: 6795
- 1931: 4522
- 1932: 2692
- 1933: 2152
- 1934: 1740
- 1935: 875
- 1936: 787
- 1937: 166
- 1938: 26

## Bekende eigenaars
Volgende bekende personen bezaten een Pierce-Arrow:
- Keizer Hirohito van Japan
- Sjah Reza Pahlavi van Iran
- Koning Abdoel Aziz al Saoed van Saoedi-Arabië
- Koning Albert I van België
- President Woodrow Wilson van de VS
- President William Howard Taft van de VS
- Zakenman John D. Rockefeller
- Oldsmobile-stichter Ransom Olds